# Talatate
Une talatate, c'est-à-dire un bloc de « trois » (en arabe talata) fois la largeur de la main, est une pierre de construction en grès, typique de la période amarnienne. Les talatates furent utilisées pour l’édification du temple d’Aton à Karnak et des monuments d'Amarna. Une talatate mesure idéalement une coudée royale de longueur sur ½ coudée de largeur et ½ coudée de hauteur. Appelée aussi grande coudée, par opposition à la petite coudée de 45 cm environ, la coudée royale correspond à 52,3 - 52,6 cm. Avec leurs dimensions modestes et un poids d'environ 50 kg, ces blocs de pierre standardisés de petites dimensions pouvaient être transportés sur le dos d'un ou deux hommes.

## Utilisation

Fragments exposés au Metropolitan Museum of Art
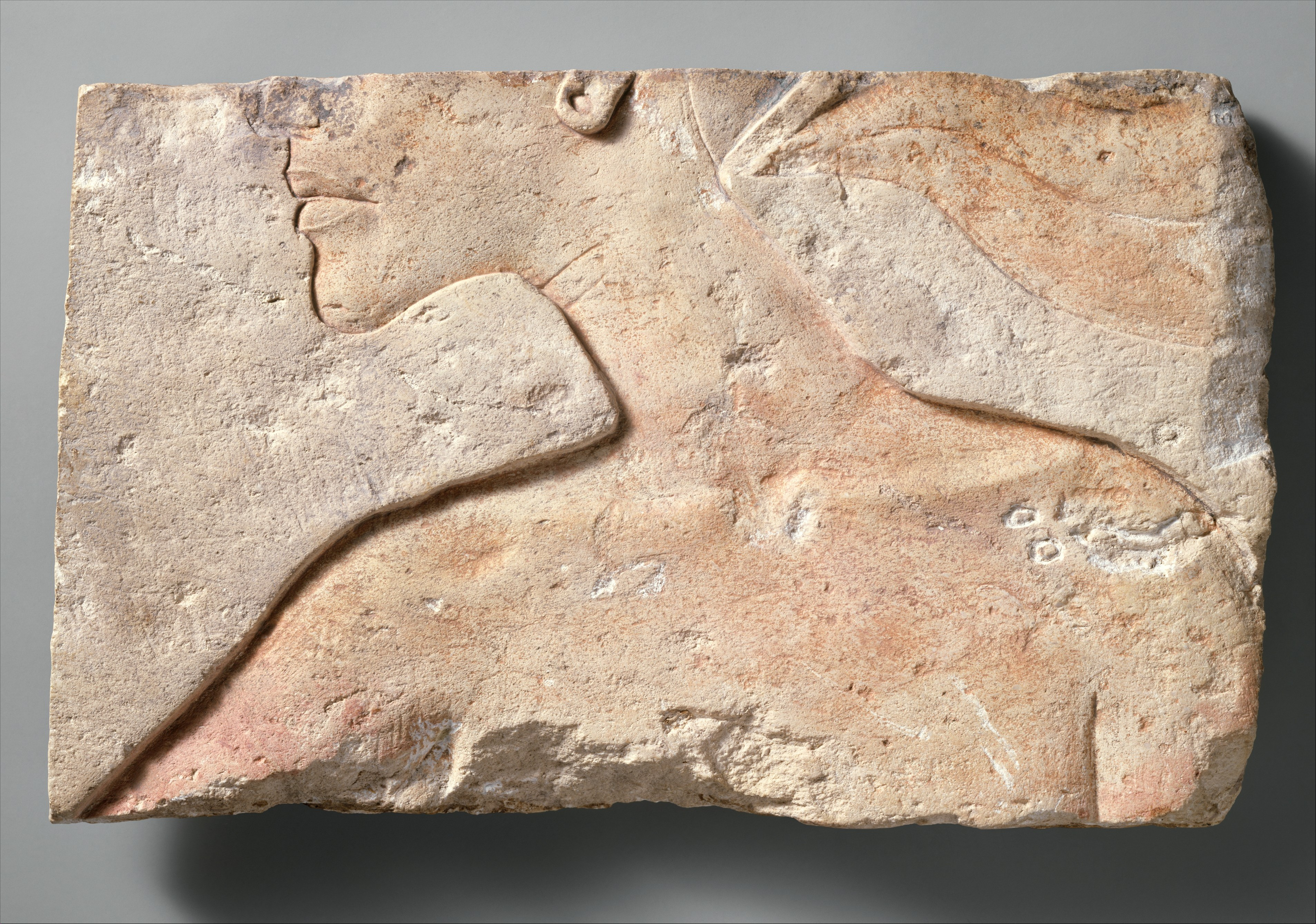
Fragment au buste d'Akhenaton.
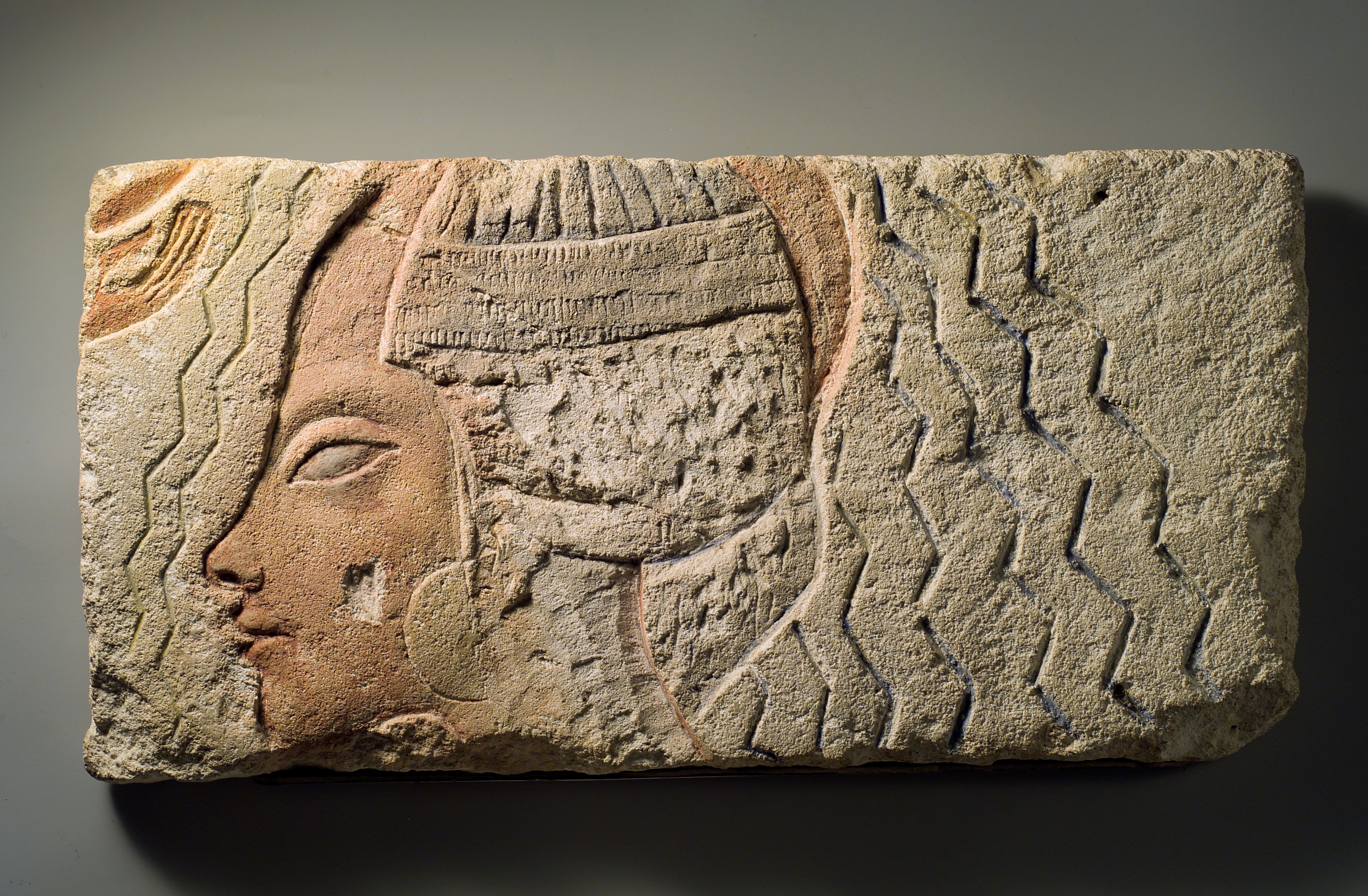
Purification de la reine Kiya (?).
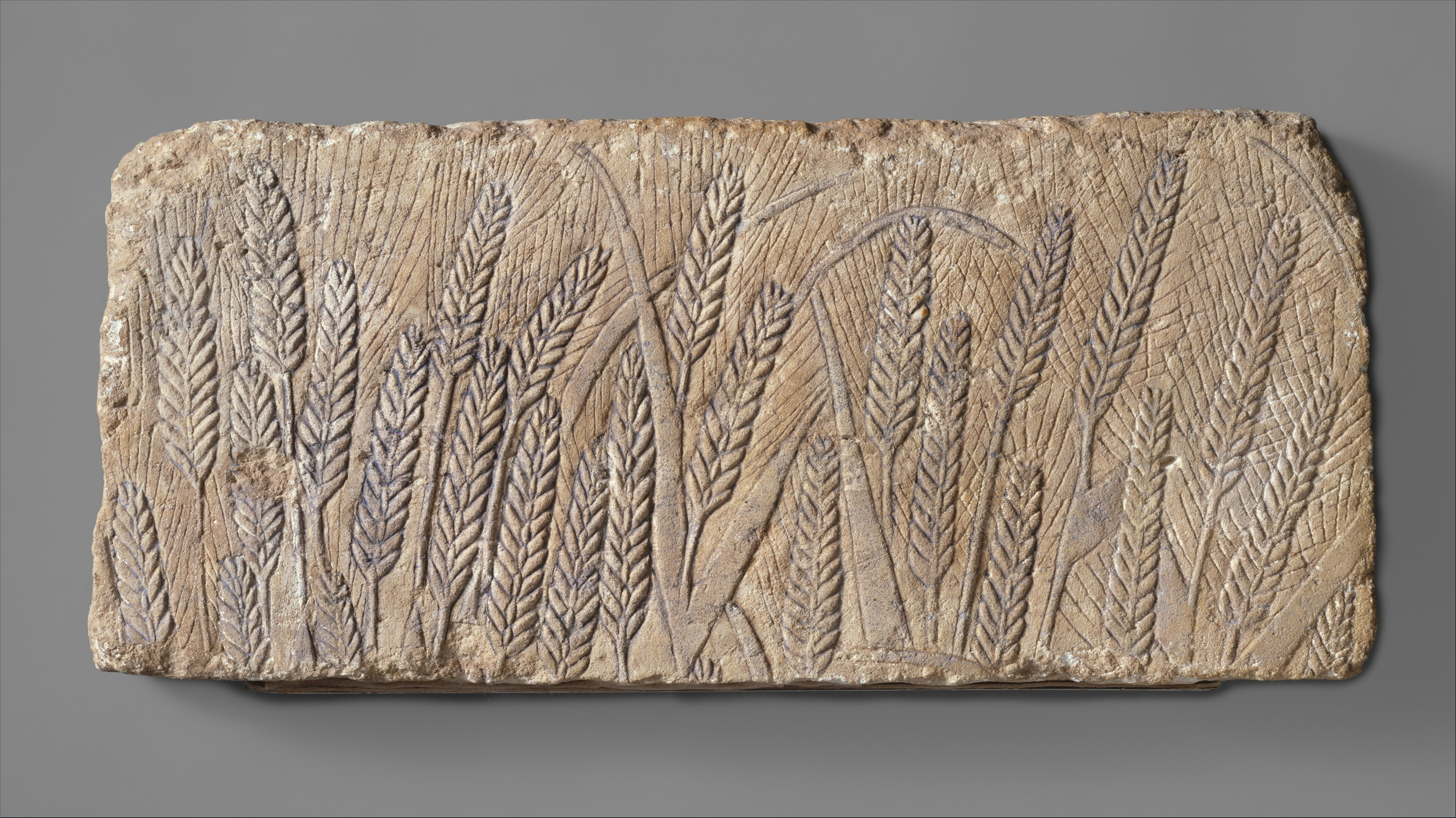
Le champ d'orge mûr.
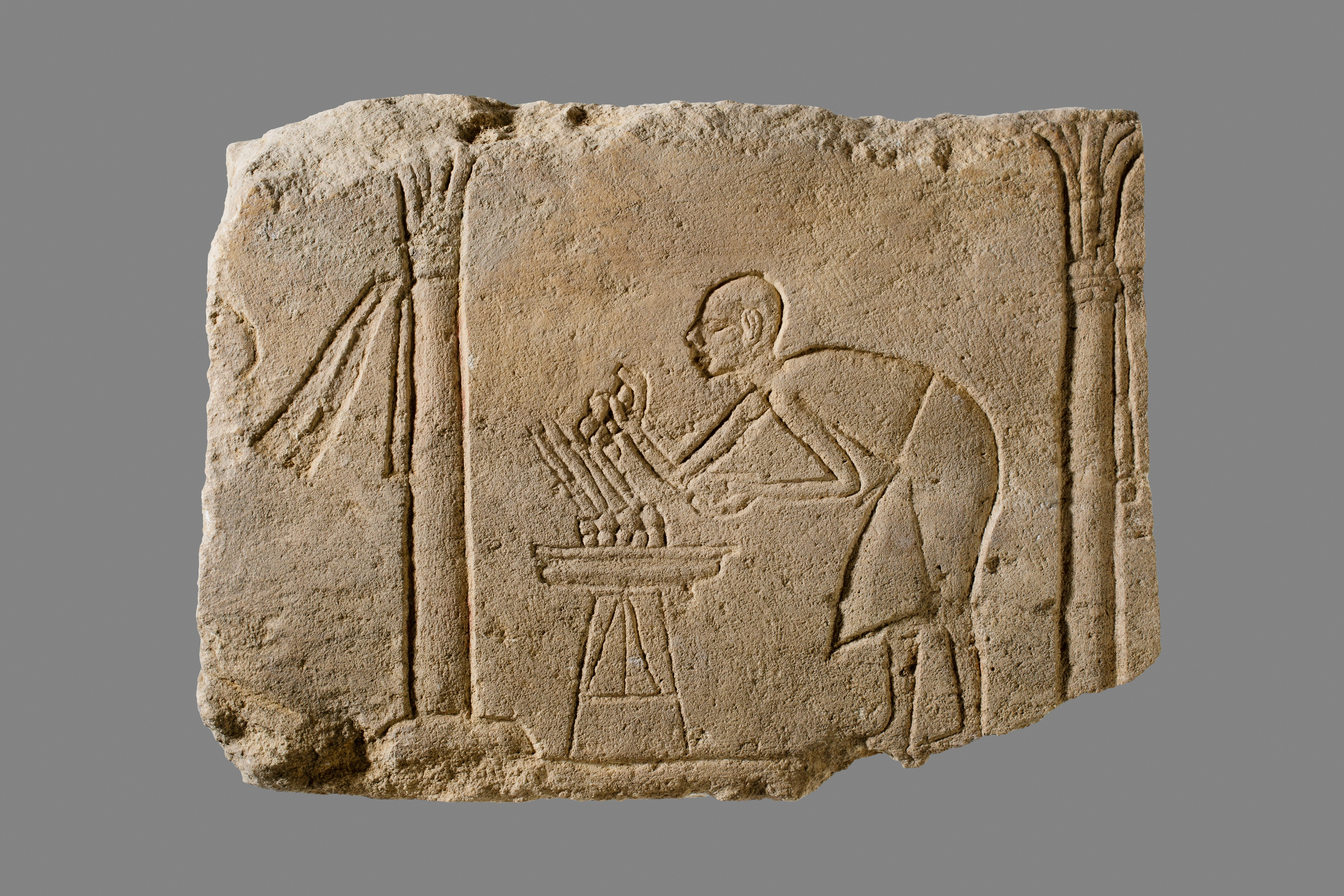
Un serviteur au travail, au palais.
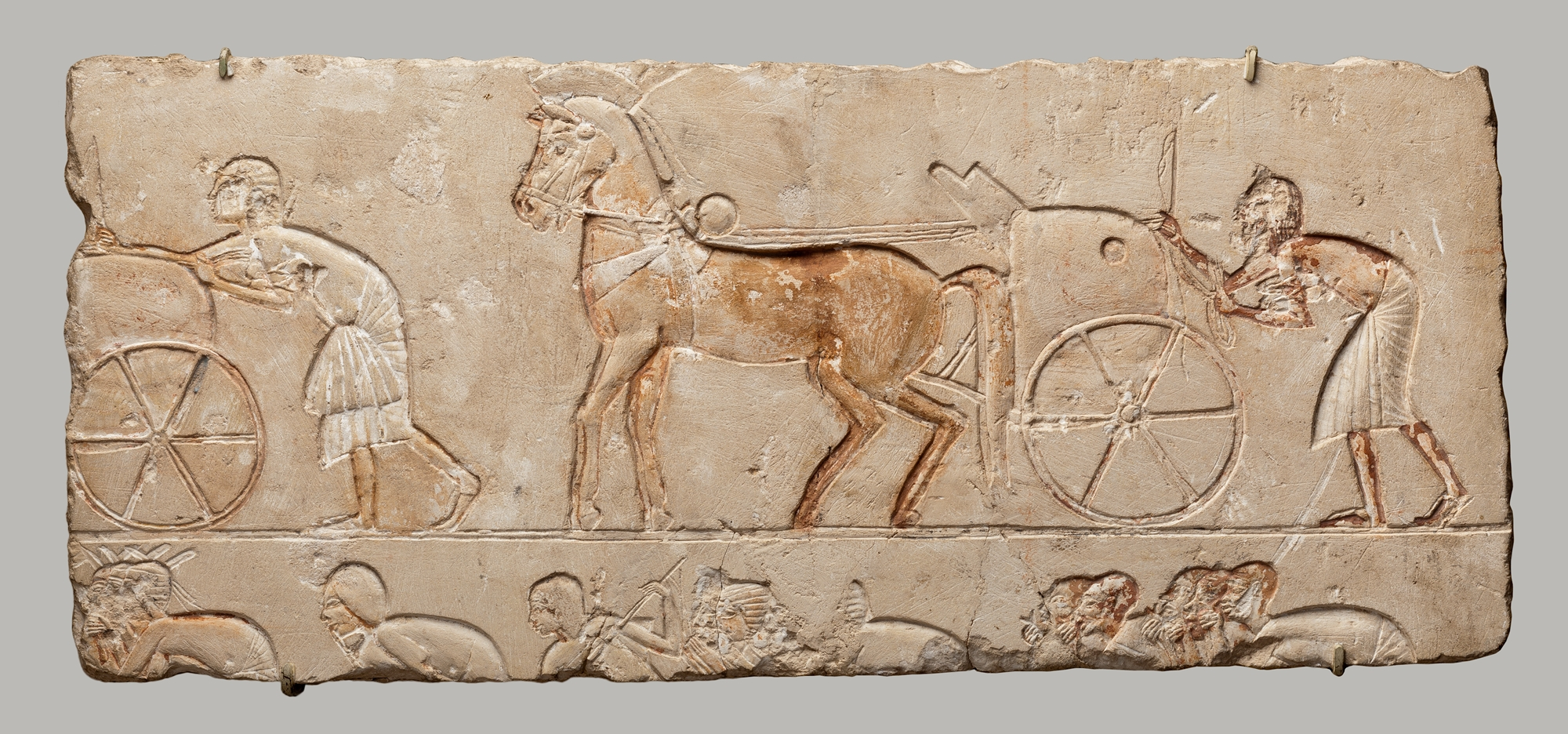
Chars avec chevaux et serviteurs.

Après la destruction des monuments d’Akhenaton, sous Horemheb et ses successeurs, les talatates furent réutilisées à Hermopolis Magna et à Karnak, où elles servirent à la construction et au remplissage des 2e, 9e (par Horemheb) et 10e pylônes du temple d’Amon.
Au Musée de Louxor, on a reconstitué une paroi du temple d’Aton à Karnak avec des talatates retirées du 9e pylône. On y reconnaît notamment les cuisines du palais ou une brasserie (?), des ouvriers qui s’affairent dans les entrepôts du temple, des paysans engraissant leur bétail.

## Historique du mot
Dès le XIXe siècle, le mot « Talata » était employé par les habitants du village de Karnak pour désigner les blocs de grès de petite taille qui provenaient des pylônes du temple. Lors des différentes campagnes de fouille et de restauration sur le site archéologique de Karnak, les ouvriers qui manipulaient ces pierres les nommaient donc talatates.
Ce terme, utilisé sur les chantiers de fouilles du temple de Karnak, n'est introduit que tardivement dans la littérature égyptologique. L’emploi systématique du mot coïncide avec la reprise des travaux sur le site par l’équipe du Centre franco-égyptien d'étude des temples de Karnak qui l'orthographie talatat. Une mission (du 27 mars au 3 avril 2010) a eu pour objet principal d’estimer l’état de la documentation scientifique sur les talatat issues du temple de Karnak.